# Maud Coutereels
Maud Coutereels (* 21. Mai 1986 in Sambreville) ist eine belgische Fußballnationalspielerin. Sie spielt für Standard Lüttich in Belgien und spielte auch für den OSC Lille in Frankreich. Zwischen 2005 und 2020 wurde sie 90-mal in der belgischen Fußballnationalmannschaft der Frauen eingesetzt.

## Karriere

### Vereine
Coutereels spielte in der zweithöchsten und höchsten Fußballliga Belgiens und der gemeinsamen belgisch-niederländischen BeNe League für Standard Lüttich sowie 13-mal in der UEFA Women’s Champions League, kam dabei aber nie über das Sechzehntelfinale hinaus. Von 2016 bis 2019 spielte sie für OSC Lille, zunächst in der Division 2 Féminine und nach dem Aufstieg, bei dem ihre Nationalmannschaftsmitspielerin Jana Coryn Torschützenkönigin wurde, in der Division 1 Féminine 2017/18. Als der Verein am Ende der Saison 2018/19 wieder zurück in die zweite Liga musste, kehrte sie nach Lüttich zurück. Im August 2020 kehrte sie aber wieder zurück zum OSC. Im Juli 2021 kehrte sie dann wieder zurück nach Lüttich.

### Nationalmannschaften

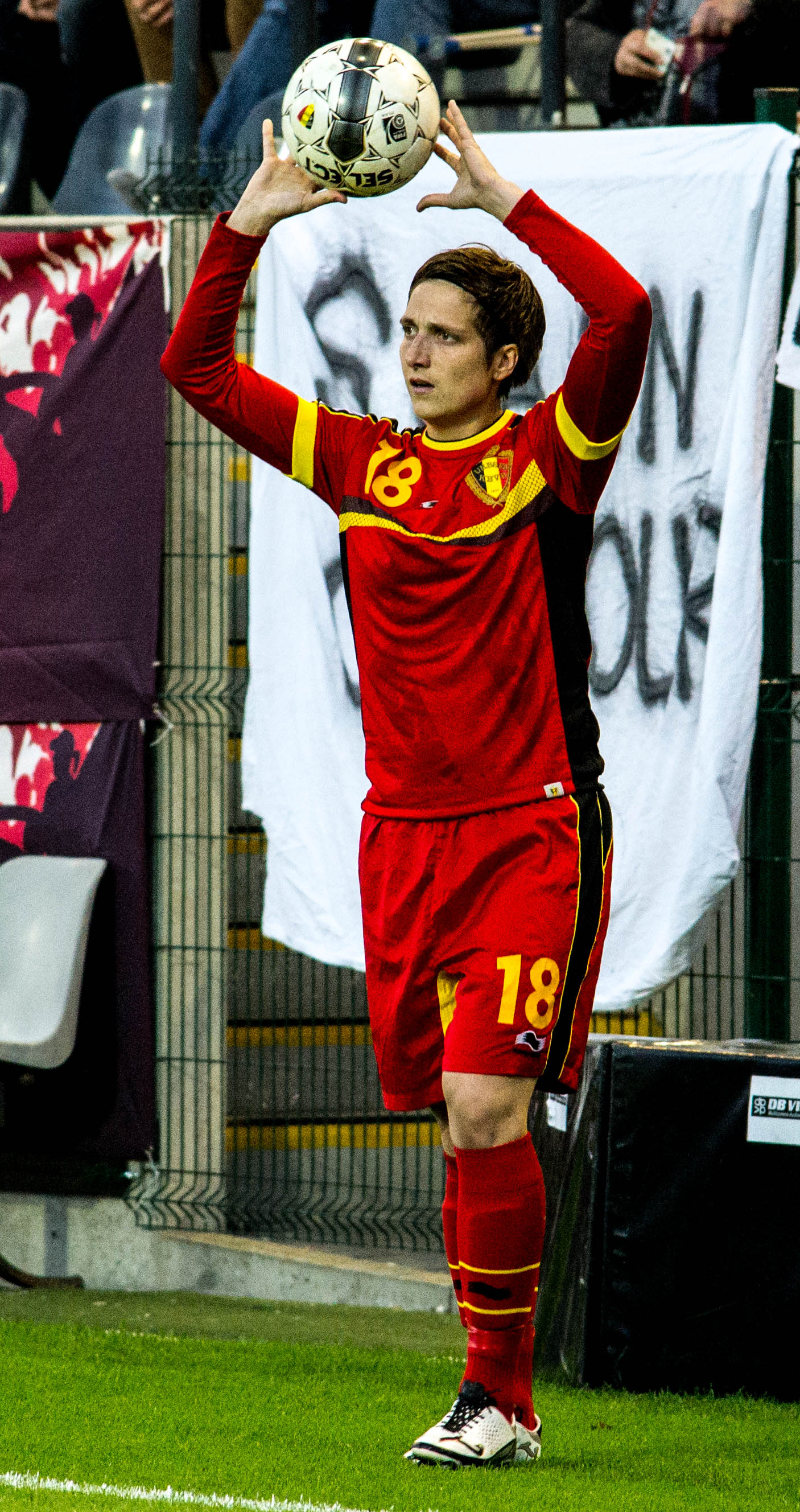
Coutereels bei einem Spiel der Nationalmannschaft im Mai 2014

Im Mai 2002 trug Coutereels bei einem Freundschaftsspiel der U-17 gegen Tschechien erstmals das Nationaltrikot. Eine Meisterschaft gab es für diese Altersklasse zu der Zeit noch nicht. Im Oktober nahm die 16-Jährige dann mit der U-19-Mannschaft an der ersten Qualifikationsrunde zur U-19-Fußball-Europameisterschaft der Frauen 2003 teil. Mit zwei Siegen und einem Remis konnten sich die Belgierinnen bei einem Turnier in Polen als Gruppensiegerinnen für die zweite Runde qualifizieren. Bei dieser hatten sie im April 2003 Heimrecht und konnten den Heimvorteil in den ersten beiden Spielen nutzen und jeweils mit 1:0 gegen Schottland und Tschechien gewinnen. Durch eine 0:2-Niederlage im letzten Gruppenspiel gegen Norwegen verpassten sie aber die Endrunde, da sie schlechtester der vier Gruppenzweiten waren. Beim nächsten Anlauf im September erzielte sie ihre ersten drei Länderspieltore – die einzige für eine U-Mannschaft – und qualifizierte sich mit ihrer Mannschaft als Gruppenzweite für die zweite Runde. Im April 2004 konnten sie nur gegen die niederländischen Nachbarinnen gewinnen, verloren aber beim Turnier in Frankreich gegen England und die Gastgeberinnen. Ende September/Anfang September bestritt sie dann in der ersten Qualifikationsrunde für die U-19-EM 2005 ihre letzten Pflichtspiele für die U-19. Mit zwei Siegen und einem Remis wurde die zweite Runde erreicht, an der sie aber nicht mehr teilnahm.
Bereits im April 2004 war sie erstmals für die A-Nationalmannschaft nominiert worden, ihren ersten Einsatz hatte sie aber erst am 31. August 2005 im ersten Spiel der Qualifikation für die WM 2005 gegen Finnland. Sie spielte sofort über 90 Minuten, die Belgierinnen verloren aber das Spiel wie auch alle anderen in der Qualifikation. Sie war ab da Stammspielerin, auch wenn es immer wieder Pausen gab und wurde bis Juni 2019 in 67 % der Länderspiele eingesetzt. So wurde sie in sieben der acht Qualifikationsspiele eingesetzt. In der Qualifikation für die EM 2009 machte sie die Hälfte der Spiele mit, in der Qualifikation für die WM 2011 waren es fünf Einsätze, in der Qualifikation für die EM 2013 sechs und in der Qualifikation für die WM 2015 acht Spiele, in denen sie mitwirkte. In der erstmals erfolgreich abgeschlossenen Qualifikation für die EM 2017 hatte sie zwar nur vier Einsätze, beim ersten großen Fußballturnier für die Belgierinnen – die EM 2017 – gehörte sie aber zum Kader und kam in den drei Gruppenspielen zum Einsatz, nach denen sie allerdings ausschieden. In der letztlich erfolglos verlaufenen Qualifikation für die WM 2019 hatte sie sechs Einsätze, wobei sie nun häufiger nur noch eingewechselt wurde. In der Qualifikation für die EM 2022 saß sie siebenmal nur auf der Bank und konnte von dort mitverfolgen, wie sich ihre Mannschaft im letzten Spiel durch einen 4:0-Sieg gegen die Schweiz erneut für die EM-Endrunde qualifizieren konnte. Nachdem sie seit Juni 2019 nicht mehr eingesetzt worden war, machte sie im März 2020 beim Algarve-Cup ihr 90. Länderspiel. Ihre neun Tore für die Red Flames erzielte sie zumeist bei hohen Siegen.

## Erfolge
- Belgische Meisterschaft 2015/2016
- Belgische Zweitligameisterschaft 2008/2009, 2010/2011, 2011/2012
- Belgische Pokalsiegerin 2011/2012, 2013/2014
- BeNe-League-Meisterschaft 2014/2015